# 스타비오
스타비오(이탈리아어: Stabio)는 스위스 티치노주의 멘드리시오구에 있는 시정촌이다.

## 역사
스타비오는 1067년에 Stabio로 처음 언급되었다.
산피에트로 주변 지역의 발굴은 기원전 400년에서 기원후 7세기까지 지속적인 정착의 증거를 발견했다. 철기 시대의 묘지와 로마 시대의 묘지와 귀족 주거 구조, 수은 숭배의 흔적, 수많은 롬바르드족 무덤이 있다. 1999년에는 롬바르드 전사의 풍부한 무덤이 발견되었다.
1181년에 로카르노의 오렐리 가문은 코모의 주교로부터 이 지역의 십일조 권리를 얻었다. 1275년에 코모에 있는 성 아본디오 수도원과 밀라노에 있는 성 암브로지오의 베네딕토회 수도원이 스타비오의 재산과 권리를 소유했다.
1876년 10월 22일 스타비오에서 보수당과 진보당 사이의 심각한 충돌로 3명이 목숨을 잃었고, 이로 인해 양측 간의 연방 중재가 이루어졌다.
종교적으로 스타비오는 멘드리시오의 교구에 속했으며, 1575년에 분리되었다. SS의 오래된 교구 교회이다. Pietro e Lucia는 7세기로 거슬러 올라가며, 12세기와 13세기에 재건되었다. SS의 현재 교구 교회. Giacomo e Cristoforo martire는 1275년에 처음 언급되었다. 16세기 말에 재건되어 18세기와 20세기에 확장되었다.
전통적으로 주요 직업은 농업, 가축 사육, 포도 재배였다. 제한된 농경지로 인해 처음에는 북부 이탈리아와 중부 이탈리아의 도시로, 나중에는 해외로 일부 장인과 예술가의 이주가 있었다. 19세기에는 실크와 이후 담배산업이 지자체에서 발전했다. 스타비오의 첫 번째 공장은 1902년에 설립된 Realini 셔츠 공장이었다. 이 공장은 1976년 에르메네길도 제그나 그룹에 인수되었다. 2005년에는 900명의 직원이 있었다. 1850년에 온천이 발견되어 스타비오에 광천탕을 설립하게 되었다. 물은 21세기 초에도 여전히 치료용으로 사용되고 있다.
1926년 멘드리시오-스타비오 철도가 개통되었지만, 운영 2년 만에 폐쇄되었다. 1960년대부터 이 지자체는 식품, 엔지니어링, 섬유와 의류, 전기 및 하이브리드 자동차 산업의 붐을 경험했다. 2005년에 스타비오의 일자리 중 73%가 통근자들로 채워져 제조업 부문에 있었다.
1981년부터 스타비오에는 멘드리시오 계곡의 농업 문화 박물관이 있다.

## 지리
스타비오의 면적은 1997년 기준으로 6.15k㎡이다. 이 면적 중 3.18k㎡ (51.7%)가 농업 목적으로 사용되는 반면 1.92k㎡ (31.2%)는 산림이다. 나머지 토지 중 1.79k㎡ (29.1%)가 정착(건물 또는 도로), 0.01k㎡ (0.2%)가 강 또는 호수이고 0.08k㎡ (1.3%)는 비생산적인 토지이다.
조성면적 중 공업용 건물이 전체 면적의 8.3%, 주택과 건물이 13.2%, 교통 기반시설이 5.0%를 차지했다. 전력 및 수자원 기반시설과 기타 특별 개발 지역은 면적의 2.1%를 구성한다. 산림 토지 중 전체 토지 면적의 26.2%는 삼림이 무성하고 5.0%는 과수원 또는 작은 나무 군락으로 덮여 있다. 농경지 중 32.0%는 작물 재배에 사용되며, 6.5%는 과수원이나 포도나무 작물에, 13.2%는 고산 목초지에 사용된다. 시정촌의 모든 물은 흐르는 물이다.
시정촌은 이탈리아 국경의 멘드리시오구에 있다. 산 피에트로와 가지올로 정착촌이 있는 스타비오 마을로 구성되어 있다.

## 인구통계
2020년 12월 기준, 스타비오의 인구는 4,616명이다. 2008년 기준으로 인구의 23.0%가 거주하는 외국인이다. 지난 10년(1997-2007) 동안 인구는 17.3%의 비율로 변화했다.
2000년 기준. 인구 대부분인 3,204명(88.3%)이 이탈리아어를 사용하며, 독일어가 2위(184 또는 5.1%)이고, 프랑스어가 3위(44 또는 1.2%)이다. 로만슈어를 구사하는 사람이 3명 있다.
2008년 기준으로 인구의 성별 분포는 남성 49.1%, 여성 50.9%이다. 인구는 1,569명의 스위스 남성(인구의 36.7%)과 528명(12.4%)의 비스위스계 남성으로 구성되었다. 스위스 여성은 1,738명(40.7%), 비스위스계 여성은 439명(10.3%)이었다. 지자체의 인구 중 1,169 또는 약 32.2%가 2000년에 스타비오에서 태어나 그곳에 살았다. 같은 주에서 태어난 938 또는 25.9%가 있었고, 381 또는 10.5%가 스위스의 다른 곳에서 태어났다. 1,100 또는 30.3%가 스위스 이외의 지역에서 태어났다.
2008년에는 스위스 시민이 31명, 비스위스계 시민이 6명을 출산했으며, 같은 기간에 스위스 시민이 24명, 비스위스계 시민이 5명 사망했다. 이민과 이주를 무시하면, 스위스 시민의 인구는 7명이 증가하고, 외국인 인구는 1명이 증가한다. 스위스에서 이주한 스위스 남성 2명과 스위스로 다시 이주한 스위스 여성 7명이 있었다. 동시에 다른 나라에서 스위스로 이주한 16명의 비스위스계 남성과 18명의 비스위스계 여성이 있었다. 2008년 전체 스위스 인구 변화(시 경계를 넘는 이동을 포함한 모든 출처에서)는 99명이 증가했으며 비스위스계 인구는 그대로 유지되었다. 이는 2.4%의 인구 증가율을 나타낸다.
2009년 현재 스타비오의 연령 분포는 다음과 같다. 492명 또는 전체 인구의 11.5%가 0세에서 9세 사이이고 515명 또는 12.0%가 10세에서 19세 사이이다. 성인 인구 중 390명 또는 인구의 9.1%가 20세에서 29세 사이이다. 670명(15.7%)은 30~39세, 787명(18.4%)은 40~49세, 553명(12.9%)은 50~59세이다. 고령자 분포는 449명(인구의 10.5%)이 60세 이상이다. 69세는 246명(70~79세는 5.8%), 80세 이상은 172명(4.0%)이다.
2000년 기준으로 시정촌에 미혼이거나, 독신인 사람은 1,428명이다. 기혼자는 1,833명, 미망인은 207명, 이혼한 사람은 159명이었다.
2000년 기준으로 시정촌의 민간가구는 1,447세대로 가구당 평균 2.5명이 거주하고 있다. 1인 가구는 410가구, 5인 이상 가구는 73가구였다. 총 1,450가구 중 1인 가구가 28.3%, 부모와 동거하는 성인이 24가구였다. 나머지 가구 중 자녀가 없는 기혼 가구는 306가구, 자녀가 있는 기혼 가구는 596가구, 자녀가 있는 편부모는 89가구다. 혈연관계가 없는 사람들로 구성된 22가구와 일종의 시설이나 다른 공동주택이 된 3가구였다.
2000년에는 총 905호의 주거용 건물 중 603호(전체의 66.6%)가 단독 주택이었다. 다가구는 228채(25.2%), 그 외 주거용으로 주로 사용되는 다목적 건물은 23채(2.5%), 기타 용도(상업·산업용)는 51채(5.6%)였다. 단독 주택 중 1919년 이전에 14채가, 1990년에서 2000년 사이에 133채가 건설되었다. 1919년에서 1945년 사이에 가장 많은 단독 주택(148채)이 건설되었다.
2000년에는 시정촌에 1,654개의 아파트가 있었다. 가장 흔한 아파트 규모는 4실 532실이었다. 1인실 아파트가 39실, 5실 이상 아파트가 435실이었다. 이 중 상가 1,441세대(전체의 87.1%), 비수기 164세대(9.9%), 공실 49세대(3.0%)였다. 2007년 기준 신규주택 건설률은 인구 1.000명당 10.7세대이다. 2008년 시정촌 공실률은 1%였다.
역사적 인구는 다음 차트에 나와 있다.

## 볼거리
스타비오의 전체 마을은 스위스 문화 유산 목록의 일부로 지정되었다.

## 정치
2007년 연방 선거에서 가장 인기 있는 정당은 25.81%의 득표율을 기록한 CVP였다. 다음으로 가장 인기 있는 세 정당은 FDP (22.47%), SP (19.76%), 티치노 리그 (18.45%)였다. 이번 연방선거에서는 총 1,254표가 투표율 48.5%를 기록했다.
2007년 그란 콘실리오 선거에서 스타비오에는 총 2,600명의 등록 유권자가 있었고, 그중 1,634명(62.8%)이 투표했다. 39개의 백지투표와 3개의 무효투표가 이루어졌으며 선거에서 1,592개의 유효한 투표가 남았다. 가장 인기 있는 정당은 370표(23.2%)를 얻은 PLRT였다. 다음으로 가장 인기 있는 세 파티는 다음과 같다. PPD + GenGiova(325 또는 20.4% 포함), PS ( 289 또는 18.2% 포함) 및 SSI(262 또는 16.5% 포함).
2007년 국무위원 선거에서 40개의 백지 투표와 6개의 무효 투표가 이루어졌으며, 선거에서 1,591개의 유효한 투표용지가 남았다. 가장 인기 있는 정당은 352표(22.1%)를 얻은 PLRT였다. 다음으로 가장 인기 있는 세 파티는 다음과 같다. PS(325 또는 20.4%), PPD(320 또는 20.1%) 및 LEGA(296 또는 18.6%).

## 경제
2007년 현재 스타비오의 실업률은 4.46%이다. 2005년 기준으로 1차 경제 부문에 39명이 고용되어 있으며, 이 부문에 약 10개 기업이 관여하고 있다. 2,875명이 2차 부문에 고용되었고, 이 부문에 65개의 기업이 있었다. 1,003명이 3차 부문에 고용되었으며, 이 부문에는 155개의 기업이 있다. 시정촌 주민은 1,796명으로 일정 정도 고용되었으며, 그중 여성이 전체 노동력의 39.9%를 차지하였다.
2008년에 정규직에 상응하는 총 일자리 수는 4,206개였다. 1차 부문의 일자리 수는 23개였으며, 모두 농업에 있었다. 2차 부문의 일자리 수는 3,089개였으며, 그중 제조업이 2,862개(92.7%), 건설업이 215개(7.0%)였다. 3차 부문의 일자리는 1,094개였다. 3차 부문에서; 568개(51.9%)는 도소매 또는 자동차 수리업, 131개(12.0%)는 물품의 이동과 보관, 39개(3.6%)는 호텔 또는 레스토랑, 10개(0.9%)는 정보산업에 종사했다. 21개(1.9%가 보험 또는 금융 산업, 53개(4.8%가 기술 전문가 또는 과학자, 67개(6.1%가 교육, 85개(7.8%가 의료 분야였다.
2000년 기준 자치단체로 통근하는 근로자는 6,131명, 출퇴근자는 1,155명이었다. 지자체는 근로자의 순수입 지자체이며, 떠날 때마다 약 5.3명의 근로자가 지자체에 들어간다. 스타비오에 들어오는 인력의 약 44.5%)는 스위스 외부에서 오고, 현지인의 1.0%)는 일을 위해 스위스에서 출퇴근한다. 근로 인구의 5.6%가 대중교통을 이용하여 출퇴근하고, 69.2%가 자가용을 이용하였다.

## 종교
2000년 인구 조사에 따르면 3,015명(83.1%)이 로마 가톨릭 신자이고, 106명(2.9%)이 스위스 개혁 교회에 속해 있다. 나머지 인구 중 정교회 교인이 35명(인구의 약 0.96%), 천주교 교인 이 15명(인구의 약 0.41%), 50명이 있었다. 다른 기독교 교회에 속한 개인(또는 인구의 약 1.38%). 1명의 유대인이 있었고, 46명(인구의 약 1.27%)이 이슬람교였다. 불교 4명, 힌두교 33명, 다른 교회에 속한 4인이 있었다. 235명(인구의 약 6.48%)은 교회에 속하지 않았고 불가지론자나 무신론자였으며, 83명(인구의 약 2.29%)은 질문에 대답하지 않았다.

## 기후
1961년과 1990년 사이에 스타비오는 연간 평균 96.8일의 비나 눈이 내렸고, 평균 강수량은 1,490mm였다. 가장 습한 달은 5월로 이 기간 동안 스타비오는 평균 186mm의 비나 눈을 내렸다. 이달 동안 평균강수일은 11.8일이었다. 일년 중 가장 건조한 달은 12월로 5.5일 동안 평균 강수량이 66mm이다.
| 스타비오(1991–2020)의 기후 | 스타비오(1991–2020)의 기후 | 스타비오(1991–2020)의 기후 | 스타비오(1991–2020)의 기후 | 스타비오(1991–2020)의 기후 | 스타비오(1991–2020)의 기후 | 스타비오(1991–2020)의 기후 | 스타비오(1991–2020)의 기후 | 스타비오(1991–2020)의 기후 | 스타비오(1991–2020)의 기후 | 스타비오(1991–2020)의 기후 | 스타비오(1991–2020)의 기후 | 스타비오(1991–2020)의 기후 | 스타비오(1991–2020)의 기후 |
| 월                         | 1월                        | 2월                        | 3월                        | 4월                        | 5월                        | 6월                        | 7월                        | 8월                        | 9월                        | 10월                       | 11월                       | 12월                       | 연간                       |
| -------------------------- | -------------------------- | -------------------------- | -------------------------- | -------------------------- | -------------------------- | -------------------------- | -------------------------- | -------------------------- | -------------------------- | -------------------------- | -------------------------- | -------------------------- | -------------------------- |
| 일평균 최고 기온 °C (°F)   | 7.5 (45.5)                 | 9.5 (49.1)                 | 14.1 (57.4)                | 17.4 (63.3)                | 21.5 (70.7)                | 25.7 (78.3)                | 28.0 (82.4)                | 27.4 (81.3)                | 22.5 (72.5)                | 17.1 (62.8)                | 11.7 (53.1)                | 7.7 (45.9)                 | 17.5 (63.5)                |
| 일일 평균 기온 °C (°F)     | 1.6 (34.9)                 | 3.1 (37.6)                 | 7.6 (45.7)                 | 11.3 (52.3)                | 15.7 (60.3)                | 19.7 (67.5)                | 21.7 (71.1)                | 21.1 (70.0)                | 16.6 (61.9)                | 11.9 (53.4)                | 6.7 (44.1)                 | 2.2 (36.0)                 | 11.6 (52.9)                |
| 일평균 최저 기온 °C (°F)   | −3.0 (26.6)                | −2.6 (27.3)                | 1.0 (33.8)                 | 4.8 (40.6)                 | 9.6 (49.3)                 | 13.6 (56.5)                | 15.4 (59.7)                | 15.3 (59.5)                | 11.4 (52.5)                | 7.4 (45.3)                 | 2.4 (36.3)                 | −2.2 (28.0)                | 6.1 (43.0)                 |
| 평균 강수량 mm (인치)      | 74 (2.9)                   | 75 (3.0)                   | 83 (3.3)                   | 141 (5.6)                  | 172 (6.8)                  | 147 (5.8)                  | 121 (4.8)                  | 139 (5.5)                  | 156 (6.1)                  | 160 (6.3)                  | 202 (8.0)                  | 91 (3.6)                   | 1,560 (61.4)               |
| 평균 강수일수 (≥ 1.0 mm)   | 5.5                        | 5.4                        | 6.4                        | 10.1                       | 10.9                       | 9.7                        | 7.4                        | 8.5                        | 8.1                        | 8.8                        | 9.6                        | 6.2                        | 96.6                       |
| 평균 상대 습도 (%)         | 78                         | 72                         | 66                         | 69                         | 72                         | 72                         | 71                         | 75                         | 79                         | 83                         | 82                         | 80                         | 75                         |
| 평균 월간 일조시간         | 121                        | 139                        | 183                        | 178                        | 201                        | 229                        | 268                        | 241                        | 173                        | 126                        | 101                        | 102                        | 2,063                      |
| 가능 일조율                | 55                         | 55                         | 53                         | 48                         | 48                         | 55                         | 63                         | 61                         | 50                         | 42                         | 44                         | 50                         | 52                         |
| 출처: MeteoSwiss           |                            |                            |                            |                            |                            |                            |                            |                            |                            |                            |                            |                            |                            |

## 교육
스타비오에서는 인구의 약 1,347명(37.1%)이 필수가 아닌 고등교육을 이수했으며, 352명(9.7%)이 추가 고등교육( 대학 또는 응용학문대학)을 이수했다. 고등교육을 마친 352명 중 48.3%가 스위스 남성, 27.3%가 스위스 여성, 15.6%가 비스위스계 남성, 8.8%가 비스위스계 여성이었다.
스타비오에는 총 823명의 학생이 있었다(2009년 기준). 티치노 교육 시스템은 최대 3년의 비필수 유치원을 제공하며 스타비오에는 142명의 어린이가 유치원에 다녔다. 초등학교 프로그램은 5년 동안 지속되며 표준 학교와 특수학교가 모두 포함된다. 시정촌에서는 253명의 학생이 일반 초등학교에 다녔고, 9명이 특수학교에 다녔다. 중학교 시스템에서 학생들은 2년 중학교에 다니고, 2년 예비 견습과정을 거치거나 고등 교육을 준비하기 위해 4년 프로그램에 참석한다. 중학교 2년제 223명, 예비실습 2명, 4년제 65명이었다.
상위 중등학교에는 여러 옵션이 있지만, 상위 중등 프로그램이 끝나면 학생은 직업을 찾거나 대학에 진학할 준비가 된다. 티치노에서 직업 학생은 인턴십 또는 견습과정(3년이나 4년 소요)을 진행하는 동안 학교에 다니거나 인턴십 또는 견습 기간(풀타임 학생으로 1년 또는 1년 반이 소요됨)을 거쳐 학교에 다닐 수 있다. 파트타임 학생으로 2년). 전일제 학생이 52명, 시간제 학생이 72명이었다.
전문 프로그램은 3년 동안 지속되며 엔지니어링, 간호, 컴퓨터 공학, 비즈니스, 관광 및 이와 유사한 분야의 직업을 갖도록 학생을 준비시킨다. 전문 프로그램에는 5명의 학생이 있었다.
2000년 기준으로 스타비오에는 타 지자체에서 온 학생이 113명, 시외 학교에 다니는 주민은 140명이다.
스타비오에는 보건부(DSAN) 도서관이 있다.

## 교통
지자체에는 멘드리시오-바레세선에 스타비오역이 있다. 말펜사 공항터미널2, 바레세, 벨린초나 및 코모 산조반니까지 정기 운행한다.